# リベルタド (アルバム)
『リベルタド』（Libertad）は、ヴェルヴェット・リヴォルヴァーのセカンド・アルバム。日本先行発売2007年6月27日。
アルバム・タイトルは、スペイン語で「自由」という意味。

## 収録曲
1. レット・イット・ロール "Let It Roll"
2. シー・マイン "She Mine"
3. ゲット・アウト・ザ・ドア "Get Out the Door"
4. シー・ビルズ・クイック・マシーン "She Builds Quick Machine" (シングル)
5. ラスト・ファイト "The Last Fight" (シングル)
6. ピルズ、デーモンズ・アンド・エトセトラ. "Pills, Demones & Etc."
7. アメリカン・マン "American Man"
8. メアリー・メアリー "Mary Mary"
9. ジャスト・シックスティーン "Just Sixteen"
10. キャント・ゲット・イット・アウト・オブ・マイ・ヘッド "Can't Get It Out of My Head"
11. フォー・ブラザー "For a Brother"
12. スペイ "Spay"
13. グレイヴダンサー "Gravedancer"